# Миронов, Михаил Яковлевич
Михаил Яковлевич Миронов (1919—1993) — советский военный, старший лейтенант. В годы Великой Отечественной войны был снайпером на Ленинградском фронте. В боях уничтожил 223 немецких солдат и офицеров. Затем командовал взводом и ротой 92-го стрелкового полка 201-й стрелковой дивизии. Герой Советского Союза (1944). Заслуженный юрист РСФСР (1972).

## Биография
Родился 1 июня 1919 года в селе Городец ныне Коломенского района Московской области в крестьянской семье. Русский. Окончил 9 классов Дединовской средней школы Луховицкого района. Работал на МТС, разметчиком на заводе в городе Коломне.
В ноябре 1939 года был призван в Красную Армию и направлен в пограничные войска. Прошёл боевую подготовку в городе Сестрорецке в 5-м пограничном отряде НКВД СССР, затем служил в 102-м погранотряде. Участник советско-финской войны 1939—1940 годов.
С июня 1941 года — участник Великой Отечественной войны. В 1941—1945 годах был трижды ранен. В 1941—1942 годах освоил навыки снайпера. Воевал на Ленинградском фронте в составе 27-й отдельной бригады войск НКВД, уничтожил 23 немецких солдат и офицеров. Летом 1942 года был направлен на курсы лейтенантов. В том же 1942 году вступил в ВКП(б). Получил звание лейтенанта в январе 1943 года. Был командиром роты 92-го стрелкового полка (201-я стрелковая дивизия, 42-я армия, Ленинградский фронт).
Будучи старшим лейтенантом, выполняя поставленную командованием боевую задачу, 23 января 1944 года лично повёл в атаку две роты, сбросив гитлеровцев с железнодорожной насыпи Гатчина — Владимирская, превращённой ими в оборонительный рубеж на подступах к городу Гатчине Ленинградской области. Будучи дважды раненым, не покинул поле боя.
Указом Президиума Верховного Совета СССР «О присвоении звания Героя Советского Союза офицерскому, сержантскому и рядовому составу Красной Армии» от 21 февраля 1944 года за «образцовое выполнение боевых заданий командования на фронте борьбы с немецкими захватчиками и проявленные при этом отвагу и геройство» удостоен звания Героя Советского Союза с вручением ордена Ленина и медали «Золотая Звезда» (№ 895).
В августе 1944 года указом Президента Соединённых Штатов Америки Ф. Д. Рузвельта он был награждён Крестом «За выдающиеся заслуги»
С лета 1945 года в запасе.
После войны переехал в Ленинград, где по путёвке Дзержинского райкома ВКП(б) в 1945 году направлен на учёбу в Ленинградскую юридическую школу. После окончания школы с отличием в июле 1947 года с августа 1947 по октябрь 1951 года работал народным судьёй 7-го участка Дзержинского района Ленинграда. В 1950 году его опыт положительной работы народного судьи обсуждался на коллегии Министерства юстиции СССР и был распространён среди судей страны, а затем была издана брошюра о положительной работе суда.
С октября 1951 по декабрь 1952 года — инструктор административной группы отдела партийных, профсоюзных и комсомольских организаций Дзержинского райкома ВКП(б)/КПСС Ленинграда.
С декабря 1952 года — член Ленинградского областного суда. С марта 1953 по август 1955 года — заместитель председателя Ленинградского областного суда. В июне 1954 года окончил вечернее отделение Ленинградского юридического института.
С августа 1955 по сентябрь 1956 года — начальник Управления Министерства юстиции РСФСР по Калужской области. В связи с упразднением управления возвратился в Ленинград. С октября 1956 по март 1958 года — адвокат Ленинградской городской коллегии адвокатов. С марта 1958 по март 1963 года — член Ленинградского городского суда. С марта 1963 года — заведующий юридической консультацией № 8 Московского района Ленинграда, член Ленинградской городской коллегии адвокатов. В декабре 1989 года уволен на пенсию по состоянию здоровья.
Избирался депутатом Ленинградского горсовета 3-го (1950) и 4-го (1953) созывов, Дзержинского райсовета Ленинграда 2-го созыва (1947), членом жилищной комиссии горсовета, членом и кандидатом в члены Дзержинского райкома КПСС Ленинграда, членом партбюро юридической консультации № 8 Ленинграда (с 1963). Также избирался делегатом Ленинградской областной партийной конференций (1954), районных партийных конференций, делегатом 2-й Всесоюзной конференции сторонников мира, членом Всесоюзного общества «Знание» (с июня 1974 года). Длительное время (до ноября 1984 года) возглавлял совет ветеранов 201-й Гатчинской Краснознамённой стрелковой дивизии.
Жил в Ленинграде (с 1991 года — Санкт-Петербург). Скончался 12 марта 1993 года. Похоронен в деревне Пельгора Тосненского района Ленинградской области.

## Награды
- Награждён орденами Красного Знамени и Отечественной войны 1-й степени, а также медалями СССР (в числе которых 2 медали «За отвагу», медаль «За оборону Ленинграда») и орденом США «Крест за боевые заслуги».
- В 1972 году удостоен почётного звания «Заслуженный юрист РСФСР».